# Бішоп (Джорджія)
Бішоп (англ. Bishop) — місто (англ. town) в США, в окрузі Оконі штату Джорджія. Населення — 332 особи (2020).

## Географія
Бішоп розташований за координатами 33°49′7″ пн. ш. 83°26′17″ зх. д. / 33.81861° пн. ш. 83.43806° зх. д. (33.818727, -83.438159).  За даними Бюро перепису населення США в 2010 році місто мало площу 2,05 км², з яких 2,03 км² — суходіл та 0,02 км² — водойми.

## Демографія
Згідно з переписом 2010 року, у місті мешкали 224 особи в 79 домогосподарствах у складі 63 родин. Густота населення становила 110 осіб/км².  Було 89 помешкань (44/км²).
Расовий склад населення:
| - 93,3 % — білих - 3,6 % — чорних або афроамериканців - 2,2 % — азіатів |

До двох чи більше рас належало 0,4 %. Частка іспаномовних становила 3,1 % від усіх жителів.
За віковим діапазоном населення розподілялося таким чином: 27,2 % — особи молодші 18 років, 60,3 % — особи у віці 18—64 років, 12,5 % — особи у віці 65 років та старші. Медіана віку мешканця становила 37,0 року. На 100 осіб жіночої статі у місті припадало 105,5 чоловіків;  на 100 жінок у віці від 18 років та старших — 85,2 чоловіків також старших 18 років.
Середній дохід на одне домашнє господарство  становив 62 975 доларів США (медіана — 58 250), а середній дохід на одну сім'ю — 66 109 доларів (медіана — 68 750). За межею бідності перебувало 8,5 % осіб, у тому числі 10,0 % дітей у віці до 18 років та 0,0 % осіб у віці 65 років та старших.
Цивільне працевлаштоване населення становило 118 осіб. Основні галузі зайнятості: освіта, охорона здоров'я та соціальна допомога — 26,3 %, роздрібна торгівля — 16,1 %, науковці, спеціалісти, менеджери — 13,6 %.